# Schincariol
 (mai 2021).
Si vous disposez d'ouvrages ou d'articles de référence ou si vous connaissez des sites web de qualité traitant du thème abordé ici, merci de compléter l'article en donnant les références utiles à sa vérifiabilité et en les liant à la section « Notes et références ».
Schincariol est une entreprise brassicole brésilienne fondée en 1954. 
Schincariol possède 14 brasseries au Brésil, dont le siège social est situé dans la ville de Itu, dans l'État de São Paulo. La société produit environ 2,5 milliards de litres de bière par an, et exporte ses produits vers les pays du Mercosul, en Europe, aux États-Unis, en Asie et en Océanie.

## Histoire
En 2005, le groupe possède 14 % de part de marché de la bière au Brésil. 
Devassa, une microbrasserie, originaire de Rio de Janeiro, est achetée par le groupe Schincariol en 2007. 
En août 2011, la société japonaise Kirin rachète une part majoritaire de Schincariol pour 2,6 milliards de dollars.
Renommée Brasil Kirin, l'entreprise est acquise par Heineken en 2017.

## Bières principales
Schincariol comprend les marques Nova Schin, Glacial, Nobel, Devassa, Baden Baden. La Nova Schin Pilsen est la bière principale de Schincariol. Elle détient a elle seule 14 % du marché brassicole brésilien. Comme bière importante, on retrouve aussi la Nobel, qui est une bière premium à base de houblon en provenance de Hallertau en Allemagne, et la Glacial, une bière légère et pas cher. La Nobel a été rachetée par Schincariol en 2007.
La Nova Schin Malzbier (une bière noire et douce), la Nova Schin Munich (une bière ambrée), la Nova Schin (non-alcoolisée) et la Nova Schin (une version plus légère et plus fraîche de pils) sont les autres variétés brassée par le groupe Schincariol.

## Bières spéciales
Schincariol produit également des bières spéciales, comme la Baden Baden, une marque originaire de Campos do Jordão, ou encore la Pilsen Cristal, la Premium Bock, la Premium Red Ale, la Stout Dark Ale, la Weiss Beer, la Golden, la 1999, la Celebration Inverno (bière de d'hiver), la Celebration Verão (bière d'été) et la Celebration Christmas. La Devassa se décline en 4 saveurs tropicales : blonde, brune, rouge et indiennes.

## Autres boissons
Schincariol est également connue pour la fabrication de la boisson traditionnelle multi-fruits, Itubaína, qui est produite et distribuée au Brésil depuis 1954. Le groupe fabrique aussi le Schin guarana, un soda, décliné en plusieurs versions: cola, orange, citron, pomme, citron, cola-citron, tonique et light. Primo Schincariol produit également des bouteilles d'eau et une boisson énergisante, Skinka.
En 2007, le groupe annonce le lancement d'une nouvelle gamme de jus de fruits, appelée Fruthos, disponible en six parfums : mangue, fruits de la passion, raisin, orange, pêche et goyave.

## Controverses
En 2005, l'entreprise et plusieurs de ses cadres sont mis en cause pour évasion fiscale. Le PDG de la société, Adriano Schincariol, et une soixantaine de salariés de l'entreprise sont arrêtés.